# Graphephorum melicoides
Graphephorum melicoides abans Dupontia cooleyi A. Gray amb el nom nou de Graphephorum melicoides var. majus, és una espècie de planta poàcia de distribució nord-americana.